# Friedrich Baumgarte (Lithograf)
Georg Heinrich Friedrich Baumgarte (geboren 16. Oktober 1807 in Hannover; gestorben 12. Oktober 1839 ebenda) war ein deutscher Maler und Lithograf, Steindrucker und Verleger.

## Leben

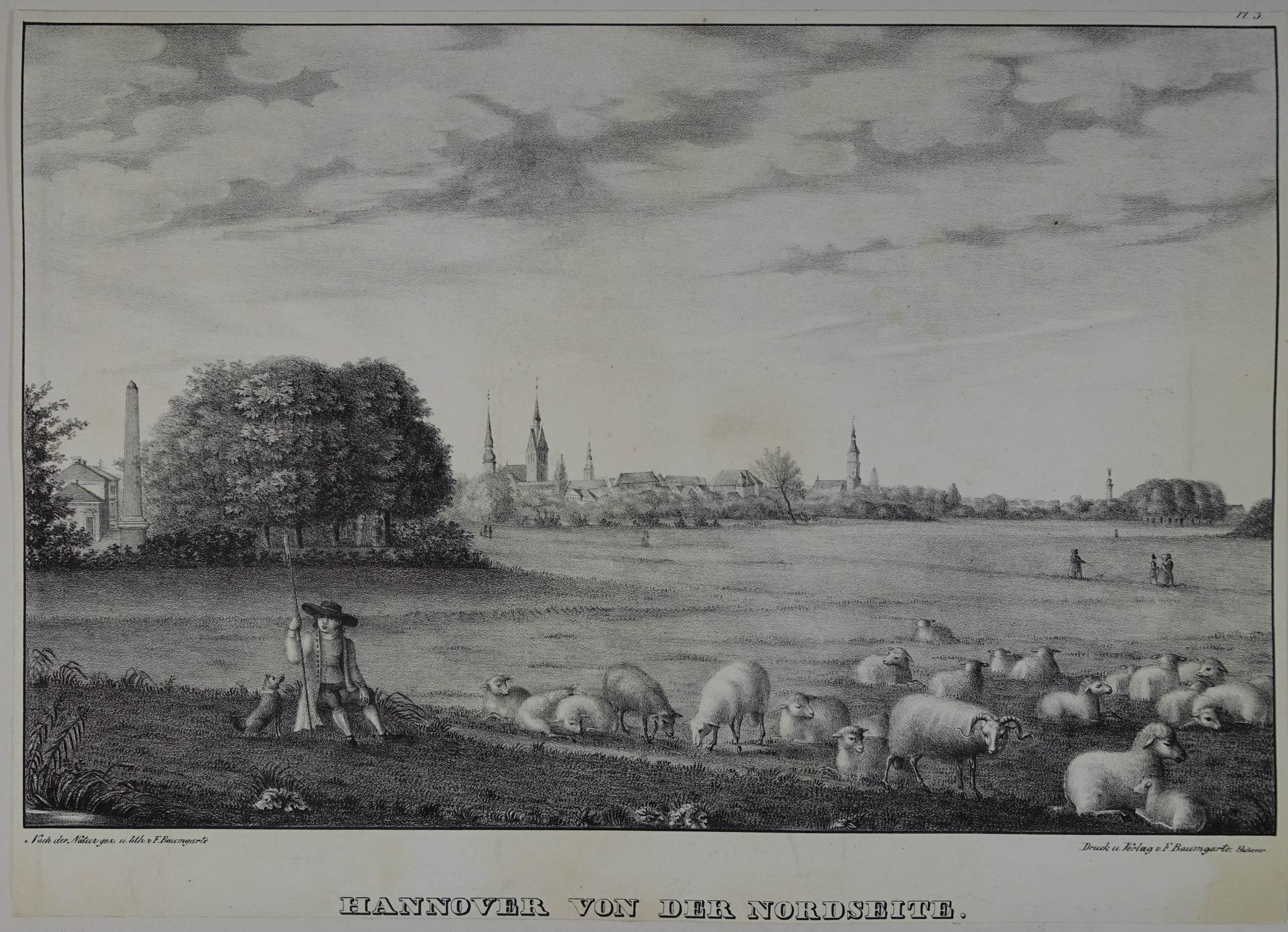
Um 1833/34, Platte 3: „Hannover von der Nordseite“, idealisiert mit Schäfer und Schafherde vor der Steintormasch;
links Hundestein-Obelisk und Georgenpalais, im Hintergrund Vedute mit der Waterloosäule; Zeichnung, Lithografie, Druck und Verlag von F. Baumgarte

Georg Friedrich Baumgarte wurde in Hannover geboren. Um 1814 wurde sein Bruder Ernst Heinrich August Baumgarte in Hannover geboren, der spätere Goldschmiedeamtsmeister und Goldarbeiter.
Die Werke des in der früh verstorbenen Künstlers und Unternehmers sind vor allem aus den Jahren 1833 und 1834 erhalten geblieben. Wie viele Kollegen seiner Zeit schuf auch Baumgarte zumeist idealisierende Architekturzeichnungen.
Die Baumgart'sche Steindruckerei befand sich unter der seinerzeitigen Adresse Osterstraße 251.
Nach dem Tod Baumgartes übernahm 1842 der später erste Fotograf Hannovers, Friedrich Wunder, den Betrieb; noch im selben Jahr wurde „eingeheiratet“: Wunder ehelichte Baumgartes Tochter Sophie Luise Margarete.

## Bekannte Werke
An Lithografien von Friedrich Baumgarte aus den 1830er Jahren sind bekannt:
- Krankenhaus der Stadt Hannover (in Linden), 1833[5]
- Die Marktkirche und deren Umgebung[2]